# Plectolingulina
Plectolingulina es un género de foraminífero bentónico de la subfamilia Plectofrondiculariinae, de la familia Plectofrondiculariidae, de la superfamilia Nodosarioidea, del suborden Lagenina y del orden Lagenida. Su especie-tipo es Plectofrondicularia paucicostata. Su rango cronoestratigráfico abarca desde el Plioceno hasta el Pleistoceno medio.

## Discusión
Clasificaciones previas incluían Plectolingulina en la familia Nodosariidae.

## Clasificación
Plectolingulina incluye a las siguientes especies:
- Plectolingulina australis †
- Plectolingulina crassa †
- Plectolingulina paucicostata †